# 한이헌
한이헌(韓利憲, 1944년 5월 11일~ )은 대한민국의 금융인, 정치인이다. 
2008년에서 2014년에는 한국디지털미디어고등학교 교장을 역임하였다. 부산 출신으로, 경남고등학교 졸업을 거쳐 서울대학교 경제학과를 학사 학위를 취득한 뒤, 1969년 제7회 행정고시에 합격하였다. 이후 공정거래위원회 위원장, 경제기획원 차관, 대통령비서실 경제수석비서관 등을 역임했다.
1996년에 부산 북구·강서구 을 지역구에서 15대 국회의원으로 당선되었다.

## 약력
- 1969년: 제7회 행정고시 합격
- 1974년 10월: 경제기획원 투자진흥국 제1과
- 1977년 3월 16일: 경제기획원 경제조사관실 서기관 직무대리
- 1977년 4월: 경제기획원 경제조사관실 서기관
- 1977년 12월 30일: 경제기획원 경제조사관실 국내경제조사과장
- 1978년: 경제기획원 기획국 자금계획과장
- 1979년 7월 5일: 경제기획원 기획관리실 조정과장
- 1980년 6월: 경제기획원 정책조정국 조정1과장
- 1980년 10월: 입법회의 전문위원
- 1983년 2월~1985년 3월: 경제기획원 예산실 예산총괄과장
- 1987년 6월: 대통령비서실 경제비서관
- 1988년 3월: 경제기획원 정책조정국장
- 1989년 5월: 경제기획원 경제기획국장
- 1993년 3월~1993년 12월: 대한민국 공정거래위원회 위원장
- 1993년~1994년 10월: 경제기획원 차관
- 1994년 10월~1995년 12월: 대통령비서실 경제수석비서관
- 1996년: 제15대 국회의원
- 2000년 10월: 국가경영전략연구원 제4대 원장
- 2005년 6월~2008년 8월: 기술보증기금 제8대 이사장
- 2008년 9월~2014년: 한국디지털미디어고등학교 교장
- 2015년: BSM+ 광고회사 회장역임
- 2017년: BSM+ 광고회사 파산
- 2019년: 저축은행중앙회장 한이헌 후보 사퇴(회장의 연봉을 삭감하겠다고 통보하자 불쾌감을 느껴 사퇴)
- 국무총리 규제혁신추진단 자문단 총괄·경제 담당

## 역대 선거 결과
|  | 62.13% |

|  | 19.39% |